# Вільча-Ґура (Мазовецьке воєводство)
Вільча-Ґура (пол. Wilcza Góra) — село в Польщі, у гміні Лешноволя Пясечинського повіту Мазовецького воєводства.
Населення — 548 осіб (2011).
У 1975-1998 роках село належало до Варшавського воєводства.

## Демографія
Демографічна структура станом на 31 березня 2011 року:
|          | Загалом | Допрацездатний вік | Працездатний вік | Постпрацездатний вік |
| -------- | ------- | ------------------ | ---------------- | -------------------- |
| Чоловіки | 260     | 79                 | 168              | 13                   |
| Жінки    | 288     | 95                 | 159              | 34                   |
| Разом    | 548     | 174                | 327              | 47                   |